# Литовская Советская Республика
Лито́вская Сове́тская Респу́блика (лит. Lietuvos Tarybų Respublika) — советское государственное образование на территории Литвы и Обер-Оста (земли Российской империи оккупированные Германской империей) в 1918—1919 годах. Образованная в Вильно 16 декабря 1918 года временным революционным правительством во главе с большевиком В. Мицкявичюсом-Капсукасом. 27 февраля 1919 года ЛСР объединилась с ССРБ в Литовско-Белорусскую Советскую Социалистическую Республику (Литбел).

## Государственная деятельность
16 декабря 1918 года Временное революционное рабоче-крестьянского правительство Литвы приняло манифест о провозглашении в Литве советской власти. Временное правительство провозгласило национализацию земель помещиков, церквей, монастырей, лесов, воды и недра земли. Литовская СР основывалась на хрупком балансе. Она была не готова к встрече с национальной политикой и из-за этого была вынуждена полагаться на помощь России. Одним из основных классов, поддерживающих советскую политику, был промышленный класс: в Литве он состоял из очень небольшого числа рабочих, учитывая, что население в основном занималось сельскохозяйственной деятельностью. 21 января РСФСР выплатила Временному правительству 100 миллионов рублей на поощрение социалистической политики. Правительству запретили собирать армию. В феврале 1919 года Капсукас отправил телеграмму в Москву, отвечая на то, что ранее было навязано русскими: он утверждал, что возможность для литовцев присоединиться к Красной Армии в одиночку вместо национальной армии побудит литовцев формировать новые националистические движения. 
Советское правительство запросило крупные взносы от соответствующих поселений для финансирования текущих военных операций. Например, г. Паневежис должен был заплатить около 1 миллиона рублей, Утяна — 200 тысяч рублей, а с каждого остального города требовалось по 10 рублей. Производственные предприятия и крупные поместья были национализированы, что позволило создать колхозы. Экономические трудности особенно остро дали о себе знать в январе 1919 г., когда был издан указ в которым запрещалось назначать вознаграждение больше 250 рублей в неделю на одного рабочего».

## Государственное устройство
Власть в Литовской СР осуществляло Временное революционное рабоче-крестьянское правительство Литвы.
- Председатель — В. Мицкявичюс-Капсукас
- комиссар внутренних дел — З. Алекса-Ангаретис
- комиссар финансов — К. Циховский
- комиссар транспорта — А. Яшкевич
- комиссар почт и телеграфов — П. Свотялис-Пролетарас
- комиссар по делам торговли и промышленности - А. Вайнштейн
- комиссар труда — С. Диманштейн
- комиссар юстиций — М. Козловский